# Alkohol, to je moje milá
Alkohol, to je moje milá je sedmé album skupiny Alkehol. Je na něm 17 převážně starších evergrýnů.

## Seznam písní
1. Alkohol
2. Tuhle rundu platím já
3. Little Big Horn
4. Rumhilda
5. Shane
6. Ruty šuty
7. Jó, třešně zrály
8. John Hardy
9. Už koníček pádí
10. Jessie James
11. Slavíci z Madridu
12. Má whisky
13. Rovnou
14. Růže z Texasu
15. Nechte mě pít
16. Dům u vycházejícího slunce
17. Nemelem